# Río Metica
Río Metica är ett vattendrag i Colombia.   Det ligger i departementet Meta, i den centrala delen av landet, 140 km öster om huvudstaden Bogotá.